# Уганда на летних Олимпийских играх 2004
Уганда принимала участие в Летних Олимпийских играх 2004 года в Афинах (Греция) в двенадцатый раз за свою историю, но не завоевала ни одной медали. Сборную страны представляли 9 мужчин и 2 женщины.

## Результаты соревнований

### Бокс
Джолли Катонголе (до 48 кг), Брайан Маянджа (до 57 кг) и Джозеф Лубега (до 75 кг) квалифицировались на Игры по итогам турнира в Касабланке, Сэм Рукундо (до 60 кг) и Садат Тебазаалва (до 69 кг) — по итогам турнира в Габороне. В шаге от лицензии остановились Мартин Мубиру (до 51 кг) и Аттанус Мугерва (до 54 кг).
Мужчины
| Категория | Спортсмены       | Первый раунд                                  | Второй раунд                  | Четвертьфинал               | Полуфинал            | Финал                | Место |
| Категория | Спортсмены       | Соперник Результат                            | Соперник Результат            | Соперник Результат          | Соперник Результат   | Соперник Результат   | Место |
| --------- | ---------------- | --------------------------------------------- | ----------------------------- | --------------------------- | -------------------- | -------------------- | ----- |
| до 48 кг  | Джолли Катонголе | TURАтагюн Ялчинкая П PTS 7:22                 | Завершил выступление          | Завершил выступление        | Завершил выступление | Завершил выступление | 17    |
| до 57 кг  | Брайан Маянджа   | KAZГалиб Джафаров П RSC 3-й раунд, 1:31 17:37 | Завершил выступление          | Завершил выступление        | Завершил выступление | Завершил выступление | 17    |
| до 60 кг  | Сэм Рукундо      | MARТахар Тамсамани В PTS 30:22                | PURАлекс де Хесус В PTS 24:22 | RUSМурат Храчев П PTS 18:31 | Завершил выступление | Завершил выступление | 5     |
| до 69 кг  | Садат Тебазаалва | CHNКанат Ислам П PTS 17:29                    | Завершил выступление          | Завершил выступление        | Завершил выступление | Завершил выступление | 17    |
| до 75 кг  | Джозеф Лубега    | THAСурия Парасатхинпхимай П PTS 21:30         | Завершил выступление          | Завершил выступление        | Завершил выступление | Завершил выступление | 17    |

### Плавание
Мужчины
| Дистанция                | Спортсмен       | Предварительный раунд | Предварительный раунд | Предварительный раунд | Полуфинал            | Полуфинал            | Полуфинал            | Финал                | Финал                |
| Дистанция                | Спортсмен       | Заплыв                | Результат             | Место                 | Заплыв               | Результат            | Место                | Результат            | Место                |
| ------------------------ | --------------- | --------------------- | --------------------- | --------------------- | -------------------- | -------------------- | -------------------- | -------------------- | -------------------- |
| 50 метров вольным стилем | Эдгар Луберенга | 3                     | 27,77                 | 75                    | Завершил выступление | Завершил выступление | Завершил выступление | Завершил выступление | Завершил выступление |

### Лёгкая атлетика
Уганда получила 5 квот, но Уилсон Бусинеи не принял участие в беге на 5000 метров.

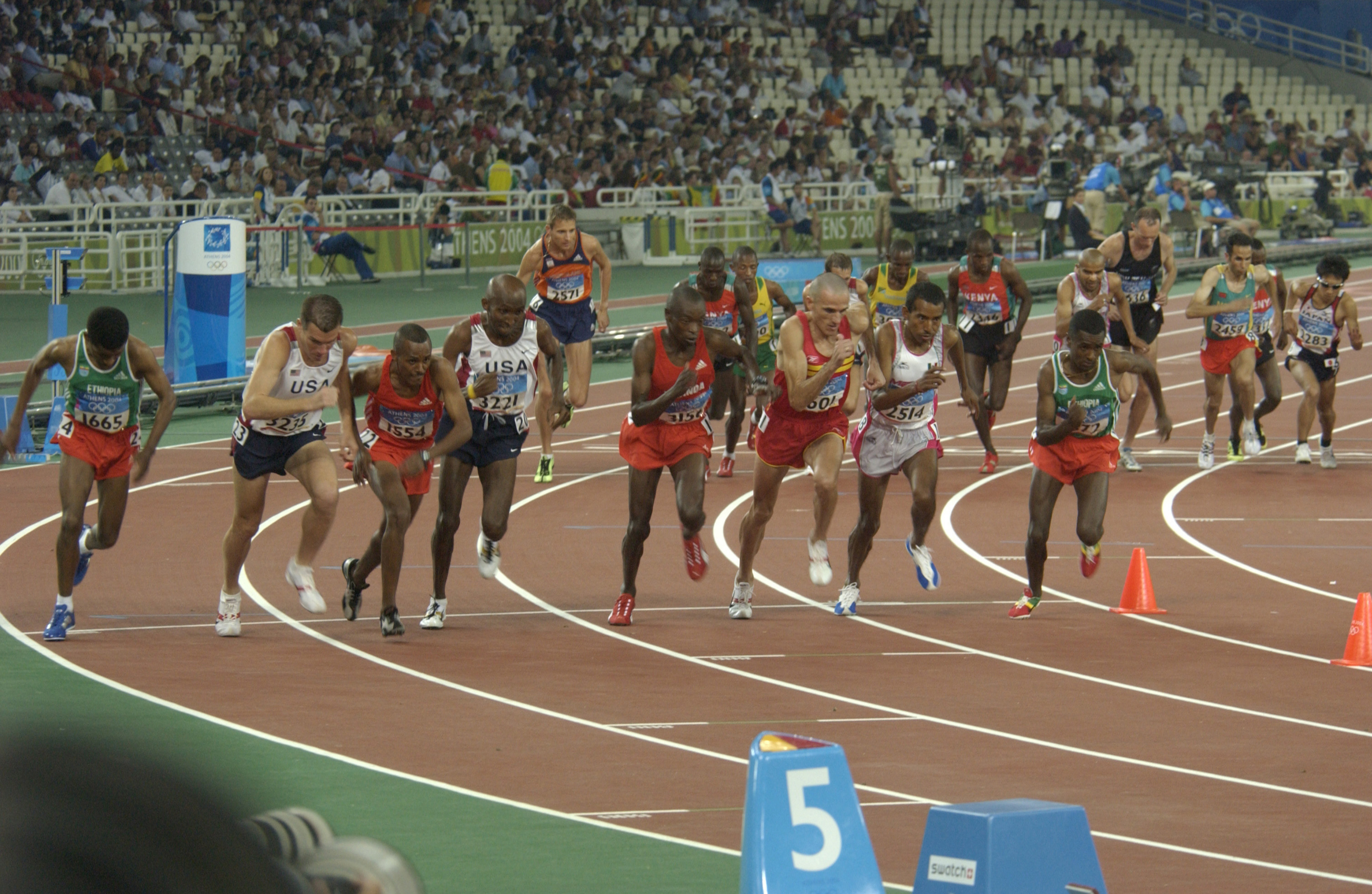
Забег на 10 000 метров у мужчин. Уилсон Бусинеи в первом ряду пятый слева.

Мужчины
Беговые дисциплины
| Дисциплина           | Спортсмены       | Предварительный раунд | Предварительный раунд | Предварительный раунд | Четвертьфиналы | Четвертьфиналы | Четвертьфиналы | Полуфиналы           | Полуфиналы           | Полуфиналы           | Финал                | Финал                |
| Дисциплина           | Спортсмены       | Забег                 | Время                 | Место                 | Забег          | Время          | Место          | Забег                | Время                | Место                | Время                | Место                |
| -------------------- | ---------------- | --------------------- | --------------------- | --------------------- | -------------- | -------------- | -------------- | -------------------- | -------------------- | -------------------- | -------------------- | -------------------- |
| бег на 800 метров    | Паскар Овор      | 5                     | 1:47,87               | 5                     | Не проводится  | Не проводится  | Не проводится  | Завершил выступление | Завершил выступление | Завершил выступление | Завершил выступление | Завершил выступление |
| бег на 5000 метров   | Уилсон Бусинеи   | —                     | DNS                   | —                     | Не проводится  | Не проводится  | Не проводится  | Не проводится        | Не проводится        | Не проводится        | —                    | —                    |
| бег на 10 000 метров | Бонифаций Кипроп | Не проводится         | Не проводится         | Не проводится         | Не проводится  | Не проводится  | Не проводится  | Не проводится        | Не проводится        | Не проводится        | 27:25,48             | 4                    |
| бег на 10 000 метров | Уилсон Бусинеи   | Не проводится         | Не проводится         | Не проводится         | Не проводится  | Не проводится  | Не проводится  | Не проводится        | Не проводится        | Не проводится        | 28:10,75             | 11                   |

Женщины
Беговые дисциплины
| Дисциплина         | Спортсменка     | Предварительный раунд | Предварительный раунд | Предварительный раунд | Четвертьфиналы | Четвертьфиналы | Четвертьфиналы | Полуфиналы    | Полуфиналы    | Полуфиналы    | Финал                 | Финал                 |
| Дисциплина         | Спортсменка     | Забег                 | Время                 | Место                 | Забег          | Время          | Место          | Забег         | Время         | Место         | Время                 | Место                 |
| ------------------ | --------------- | --------------------- | --------------------- | --------------------- | -------------- | -------------- | -------------- | ------------- | ------------- | ------------- | --------------------- | --------------------- |
| бег на 5000 метров | Доркус Инзикуру | 1                     | 15:38,59              | 12                    | Не проводится  | Не проводится  | Не проводится  | Не проводится | Не проводится | Не проводится | Завершила выступление | Завершила выступление |

### Тяжёлая атлетика
Женщины
| Категория | Спортсменка  | Вес   | Рывок | Рывок | Рывок | Толчок | Толчок | Толчок | Всего | Место |
| Категория | Спортсменка  | Вес   | 1     | 2     | 3     | 1      | 2      | 3      | Всего | Место |
| --------- | ------------ | ----- | ----- | ----- | ----- | ------ | ------ | ------ | ----- | ----- |
| до 69 кг  | Ирен Аджамбо | 66,77 | 60    | 65    | 65    | 80     | 85     | 90     | 150   | 9     |